# عشق‌پرداز
عشق‌پرداز هشتمین مستند حمید کاویانی، کارگردان و نویسنده ایرانی است. این فیلم مستند برای نکوداشت نقاش ایرانی محمود فرشچیان ساخته شده‌است.

## خلاصه
محمود فرشچیان از گذشته میگوید و از عشقی جاودان به هنر. روایت سخت کوشی عالیجناب هنر مینیاتور.

## باحضور
- عزت‌الله انتظامی
- پرویز پورحسینی
- زیبا بروفه
- افسر اسدی
- شهرام ناظری
- علی اکبر صادقی
- سعید کنگرانی
- حجت شکیبا
- یدالله کابلی
- صائب
- اسرافیل شیرچی
- حسن آقامیری
- ناصر میرباقری
- احسان میرباقری